# Kloster Roggenburg
Das Kloster Roggenburg (auch: Rockenburg u. ä.) ist ein Chorherrenstift des Prämonstratenserordens in Roggenburg im Landkreis Neu-Ulm, Bayern, Bezirk Schwaben, Region Oberschwaben, das als abhängiges Priorat der niederbayerischen Abtei Windberg geführt wird. Das Kloster betreibt eine Bildungsstätte und ein Museum und ist überregional durch die fast unverändert erhaltenen barocken Gebäude und die in der Kirche stattfindenden Orgelkonzerte bekannt.

## Geschichte

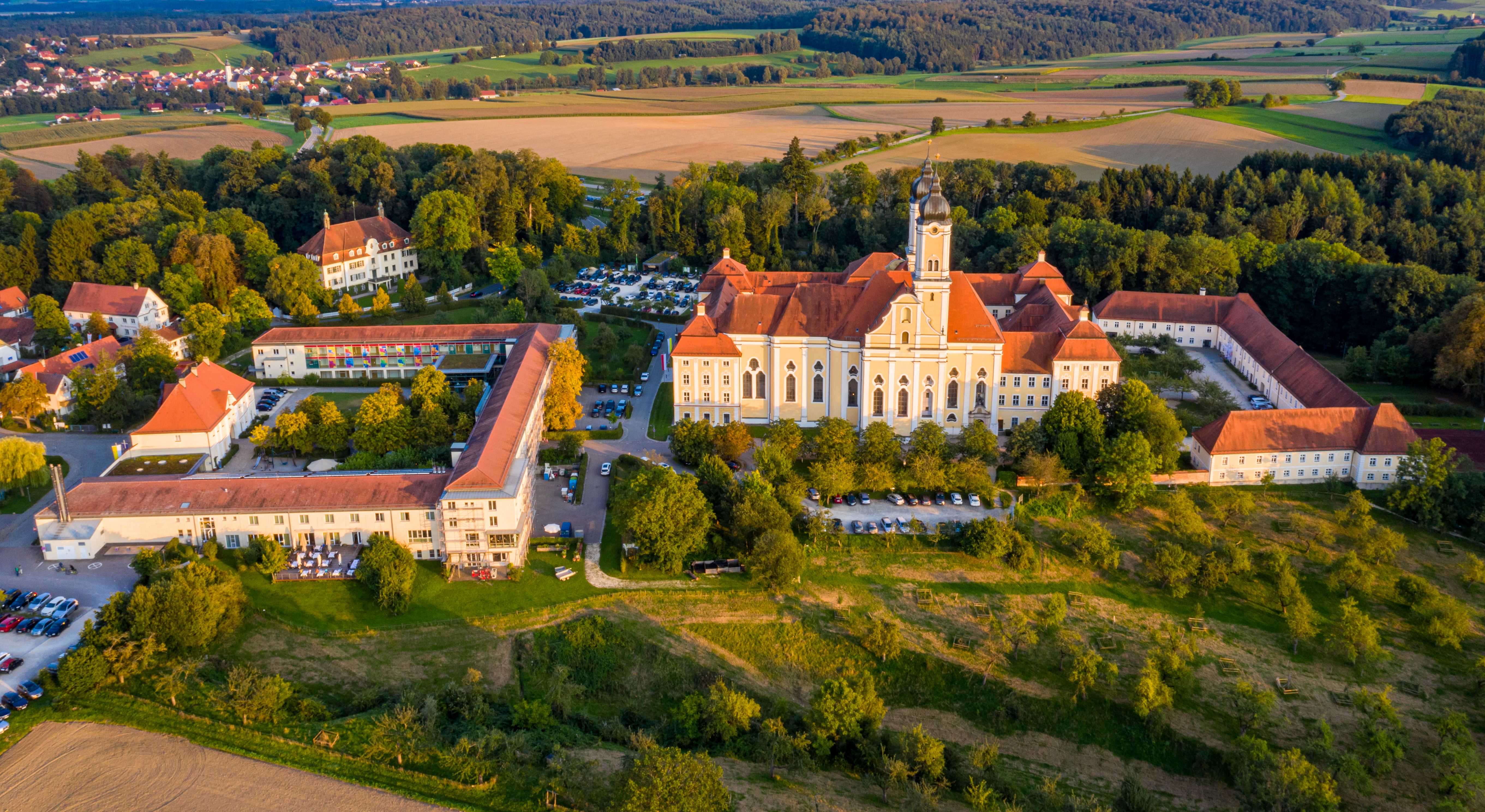
Das Prämonstratenser-Chorherrenstift Kloster Roggenburg

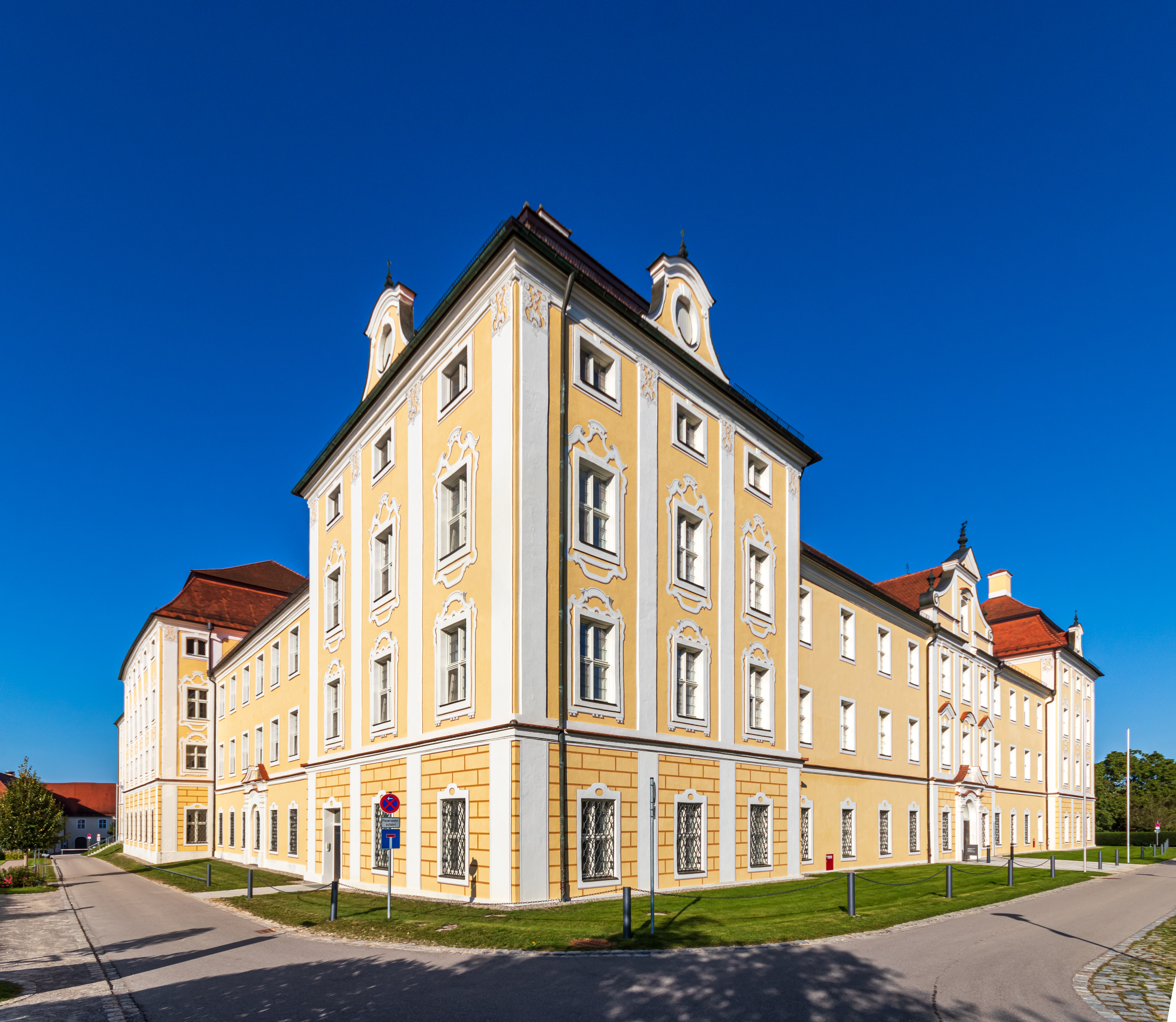
Das barocke Konventsgebäude

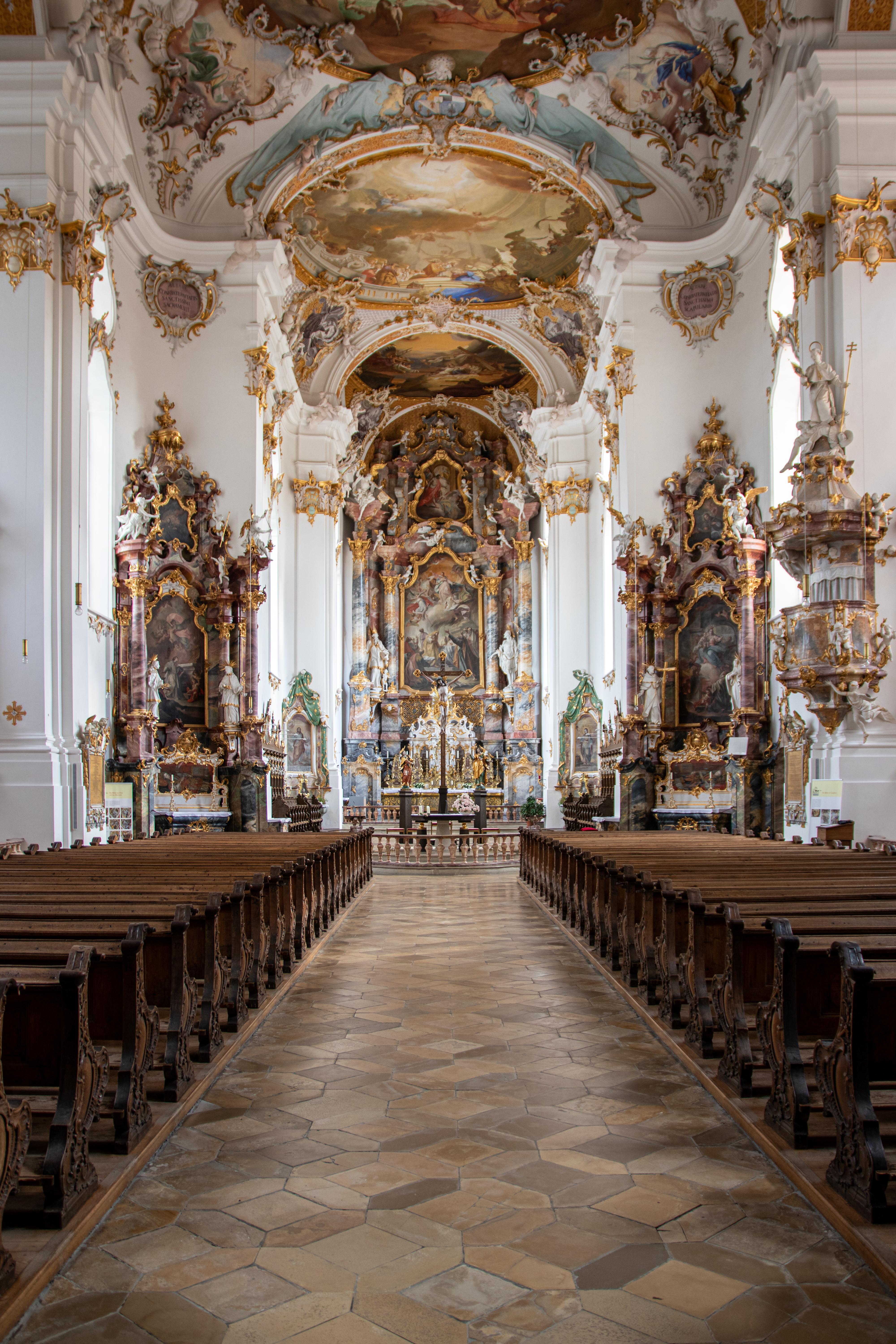
Chorraum der Klosterkirche

Graf Berthold von Biberegg und seine Gemahlin Diemutha von Zollern stifteten um 1130 (traditionell wird genannt: 1126) zusammen mit seinen zwei Brüdern Konrad von Biberegg (Bischof von Chur) und Siegfried (Domherr im Bistum Augsburg) bei Meßhofen südöstlich von Ulm das Kloster. Die ersten Prämonstratenser-Chorherren kamen aus dem nahen  Kloster Ursberg bei Augsburg und errichteten die erste Roggenburger Klosterkirche. Roggenburg wurde als Propstei und Doppelkloster gegründet, die Nonnen wurden allerdings 1178 letztmals erwähnt.
Das Kloster wurde mit den Ortschaften Meßhofen, Breitenthal, Ebershausen, Ingstetten und Schießen ausgestattet.
Die Vogtei gelangte von den Stiften als Reichslehen an die Reisensburg, später an die Reichsstadt Ulm (1412), nach 1477 die längste Zeit zum Großherzogtum Schwaben (Augsburg bis kurz hinter Stuttgart) und nach 1548 an Österreich.
Vom Kloster Roggenburg gingen im 12. Jahrhundert die prämonstratensischen Tochtergründungen Adelberg, St. Luzi zu Chur und Churwalden aus. Seit dem Beginn des 17. Jahrhunderts standen die Klöster St. Luzi und Churwalden wieder unter der Administration Roggenburgs.
Um 1450 (teils wird das Jahr 1444 genannt) wurde das Stift zur Abtei erhoben, seit 1500 waren die Roggenburger Äbte infuliert. Schon im Jahr 1406 erhielt das Kloster die Niedere und 1513 die Hohe Gerichtsbarkeit mit dem Blutbann. Die erstmalige Bezeichnung als reichsunmittelbar lässt sich für 1482/1485 nachweisen – eine reichsrechtliche Absicherung dieses Status erfolgte in mehreren Schritten im Verlauf der ersten Hälfte des 16. Jahrhunderts. 1544 wurde das Stift als Reichsabtei genannt, dessen Status aber teilweise noch bis 1775 bestritten wurde. Voraussetzung für die neue Reichsunmittelbarkeit waren Reformen im Klosterterritorium, die insbesondere das Gerichts- und Polizeiwesen festigten. Die umfangreichen Statuten und Satzungen von 1573 (siehe Literaturverzeichnis) sind dafür ein Beispiel. Seelsorglich betreuten die Roggenburger Prämonstratenser acht Pfarreien und die nahe Marienwallfahrt in Schießen.
Am Samstag, den 1. April 1525, wurde das Kloster im Bauernkrieg durch die Bauern des Leipheimer Haufens geplündert. Der Abt Jodok und die Mönche hatten das Kloster zuvor verlassen, so dass die Bauern beim Sturm auf die Klostergebäude auf keinen Widerstand stießen. An dem Überfall nahmen auch der Prediger und Bauernführer Hans Jakob Wehe von Leipheim und der Ingstetter Bauernhauptmann Jörg Ebner teil. Bei dem Gelage der Bauern machte sich Jörg Ebner zum neuen Abt des Klosters. Am folgenden Tag wurde die Klosteranlage durch die  Bauern des Illertissener Haufens heimgesucht, nachdem die Leipheimer abgezogen waren. Es gab weitere Zerstörungen an und in den Gebäuden.
Im 18. Jahrhundert wurden das Kloster (1732–1766) und seine Pfarr- und Filialkirchen im prächtigen barocken Stil so umgebaut, wie sie noch heute bestehen. Unter anderem wurden 1732 die Konventsgebäude neu errichtet. Der im Juli 1752 begonnene Neubau der Abteikirche dauerte sechs Jahre und wurde unter Abt Georg Lienhardt 1758 vollendet. Das Herrschaftsgebiet der Reichsabtei umfasste vier Ämter: Roggenburg, Breitenthal, Nordholz und Wiesenbach.
1803 wurde das Reichsstift nach der Säkularisation vom bayerischem Militär fremdbesetzt. Der Konvent wurde aufgelöst und der letzte Abt Thaddäus Aigler seines Amtes enthoben. Roggenburg gehört zur berühmten oberschwäbischen Barockstraße, davon die sog. Ostroute. 

### Wiederherstellung des Prämonstratenserklosters
Im 20. Jahrhundert gab es mehrere Wiederbesiedlungsversuche durch andere Prämonstratenserstifte, so 1924 durch die belgische Abtei Averbode und im Jahr 1932 durch die Prämonstratenser des böhmischen Stifts Tepl. Beide Versuche scheiterten.
Erst der dritte Versuch im Jahr 1982 gelang: Es zogen wieder Prämonstratenser ins Kloster ein und begannen mit der Betreuung der Pfarrei. Zehn Jahre später, am 8. November 1992, konnte das Kloster durch die Abtei Windberg in den Rang eines abhängigen Priorates erhoben werden. Inzwischen entstanden in den Klosteranlagen unter ihrer Obhut eine Bildungsstätte für Familie, Umwelt und Kultur, ein Museum, ein Haus für Kunst und Kultur sowie gastronomische Einrichtungen. Außerdem werden in einem Klosterladen Devotionalien, Weine aus klösterlichem Anbau und verschiedene Produkte eigener Herstellung angeboten.

## Klosterkirche

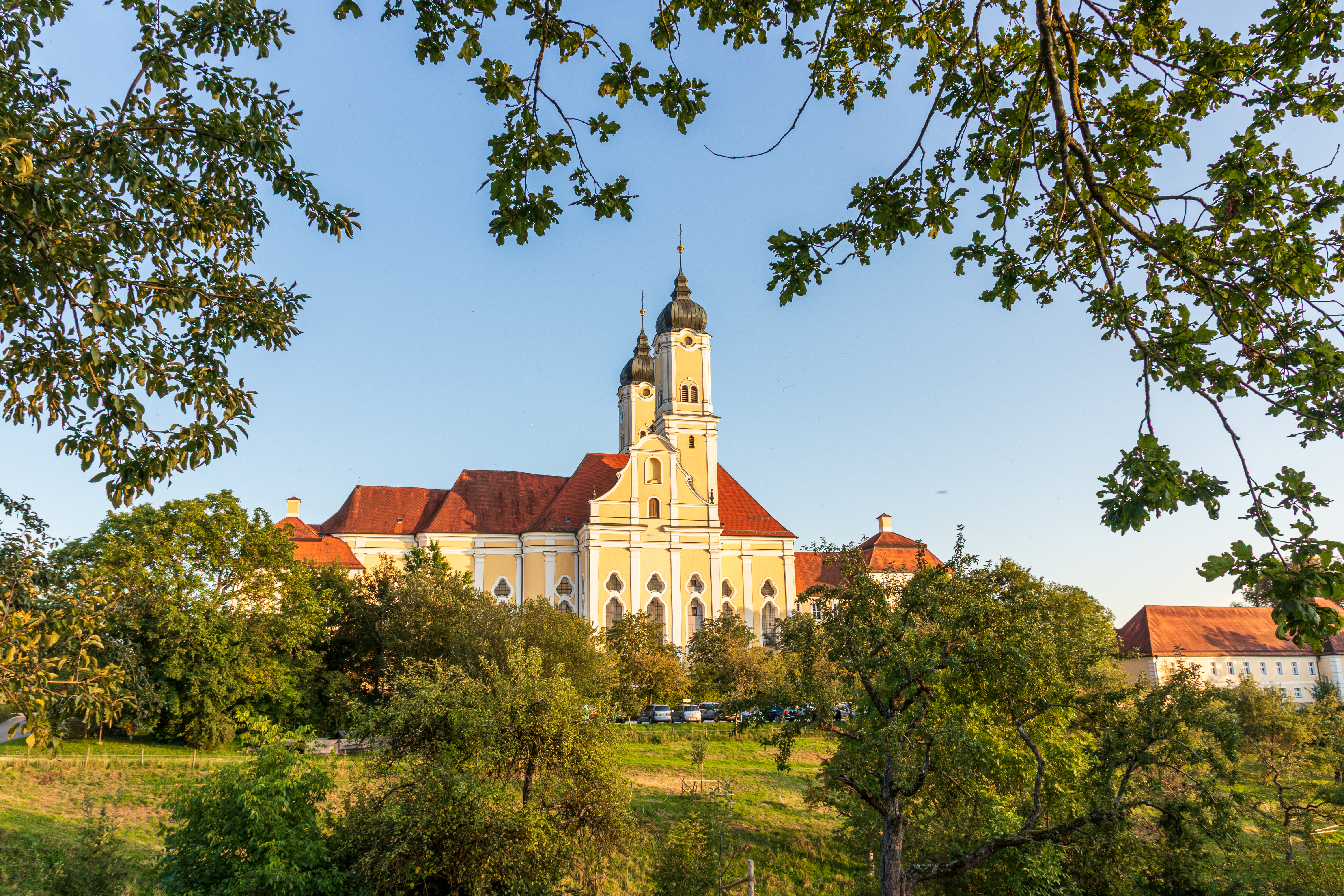
Die Klosterkirche

Die Klosterkirche, ein bedeutender Bau des ober- und mittelschwäbischen Rokoko, wurde von 1752 bis 1758 nach Plänen von Simpert Kraemer in Kreuzform erbaut. Der einschiffige Saalbau mit Querhauserweiterung und Doppeltürmen ist 70 m lang, 35 m breit und hat eine Innenhöhe von 28 m. Die beiden Türme sind 70 Meter hoch. Das Kirchengebäude ist, wie bei den Prämonstratensern üblich, in die Klosteranlage integriert und hat keine Eingangsfassade in der Längsachse. Die Kirche wird als Katholische Pfarrkirche Mariä Himmelfahrt genutzt.

### Ausstattung
Vermutlich wurde der Stuck von Stuckateuren der Wessobrunner Schule gefertigt. Die Deckenfresken schuf der Maler Franz Martin Kuen. Sie gelten als dessen Hauptwerk, sind aber großteils nicht erhalten, da die Decke 1845 einstürzte. Nach deren Wiederherstellung wurden 1900 neue Fresken durch den akademischen Maler Waldemar Kolmsperger angebracht. Wie in vielen Kirchen der Prämonstratenser stellt das zentrale Deckengemälde das Weihnachtsgeschehen dar, ein Hinweis auf die Gründung des Ordens am Weihnachtsfest 1121.
Die Altarblätter des Hochaltars und der Seitenaltäre stammen von Franz Martin Kuen. Die großen Figuren am Hochaltar wurden von Anton Sturm geschaffen und stellen links den heiligen Augustinus als Verfasser der Ordensregel und rechts den Ordenspatron Johannes der Täufer dar. Aus der Vorgängerkirche stammen die von Christoph Rodt 1628 geschaffenen Figuren das Kreuzaltars und der Querschiffaltäre. Auch das Chorgestühl mit Platz für 50 Chorherren stammt aus der Vorgängerkirche.

### Dachstuhl
Eine Besonderheit der Klosterkirche ist die Dachkonstruktion. Um die Breite von 35 m zu überspannen, wurde ein sogenannter hängender Binder verwendet, dessen Hauptmerkmal ist, dass die Konstruktion auf den Mauern aufliegt, diese aber praktisch nicht nach außen gedrückt werden. Deshalb sind sie freistehend und müssen nicht seitlich stabilisiert werden (wie beispielsweise an den Seitenschiffen des Ulmer Münsters  zu sehen ist). Die Decke der Kirche ist an der Dachkonstruktion aufgehängt. Diese Art der Dachkonstruktion über eine Höhe von etwa drei Stockwerken ist in Süddeutschland einzigartig.

### Orgel

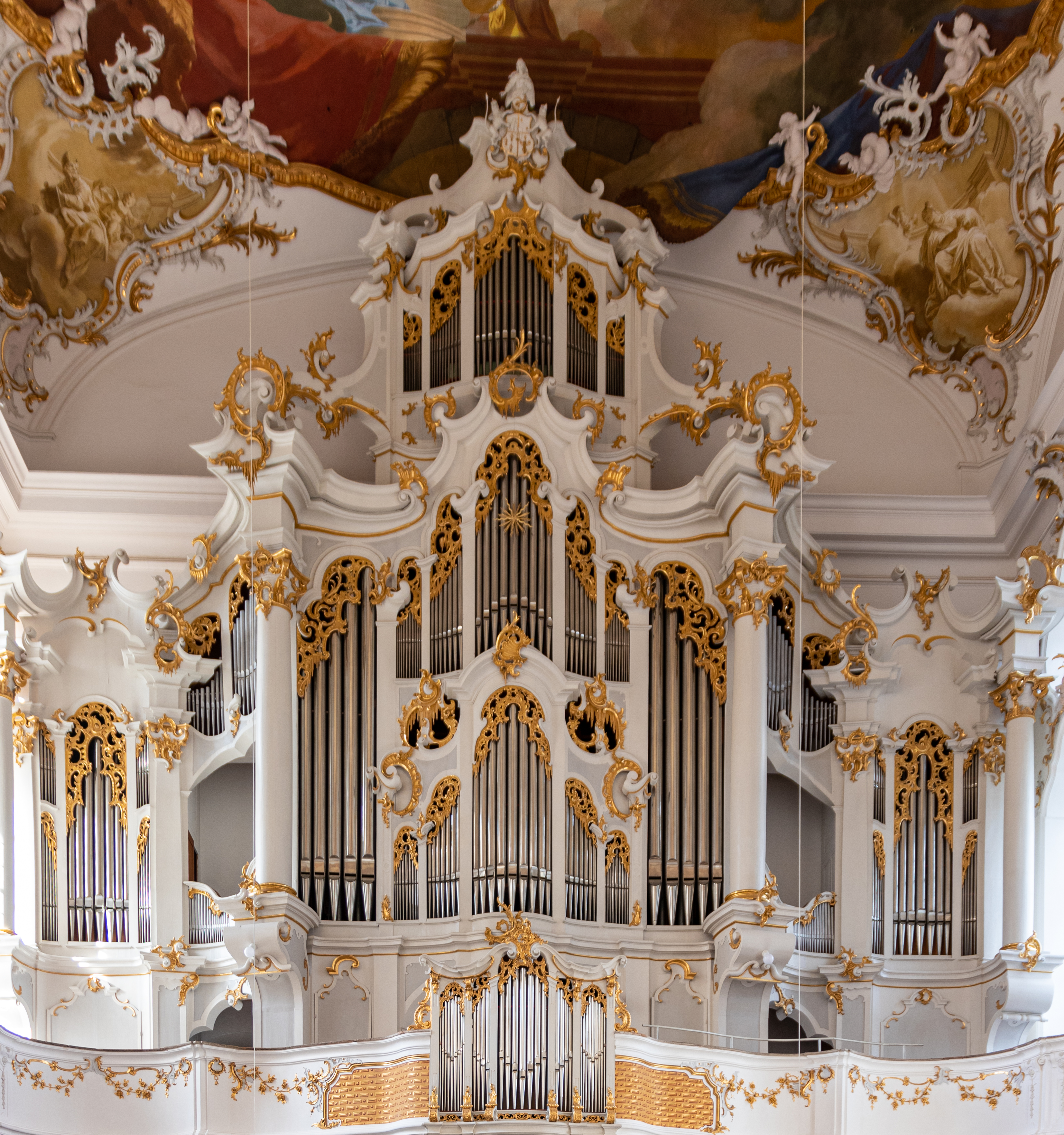
Die Orgel der Prämonstratenserstiftskirche Roggenburg

Die Orgel der Klosterkirche wird im Volksmund „die große Roggenburgerin“ genannt, insbesondere wegen des imposanten Orgelprospekts, der zu den elegantesten Süddeutschlands zählt. Das von der Altarschreinerfamilie Bergmüller gefertigte Orgelgehäuse wirkt gleichsam wie ein großer Altar. 1761 schuf der Ulmer Orgelbauer Georg Friedrich Schmahl das erste Orgelwerk für dieses Gehäuse. Im Laufe von 250 Jahren wurde das Instrument mehrmals umgebaut bzw. ein ganz neues Werk konzipiert: So gab Ende des 18. Jahrhunderts Johann Nepomuk Holzhey (Ottobeuren) der Orgel eine eher „französische Note“. 1905 musste dieses Instrument einer großen spätromantischen Orgel mit pneumatischer Traktur weichen, errichtet von der Orgelbauwerkstatt Gebrüder Hindelang (Ebenhofen im Allgäu). 1955/56 baute die Firma Nenninger aus München nach Plänen von Rudolf Quoika und Arthur Piechler eine neobarocke Orgel.
Nach einer mehrjährigen grundlegenden Instandsetzung der Klosterkirche gestaltete die Orgelbauwerkstätte Gerhard Schmid (Kaufbeuren) diese Orgel 1984–1986 technisch und klanglich grundlegend neu. Das Ergebnis ist ein vielseitiges Instrument, dem es gelingt, den weiten und hohen Raum der Klosterkirche klanglich auszufüllen.
In zahlreichen Orgelkonzerten, die der Verein der Freunde des Klosters Roggenburg e. V. seit 1986 regelmäßig mit Organisten aus dem In- und Ausland veranstaltet, hat es sich gezeigt, dass die Roggenburger Orgel für die Darstellung romantischer und symphonischer Orgelliteratur besonders gut geeignet ist. Aus dieser Erfahrung wurden zwischen 1996 und 2008 nochmals verschiedene Modifikationen im technischen und klanglichen Bereich vorgenommen, um die Spielmöglichkeit auf Orgelmusik des 19. und 20. Jahrhunderts zu erweitern, ohne das  barocke Klangspektrum einzuschränken. Dabei wurden unter anderem Flötenstimmen und eine kräftige Trompeteria eingebaut.
2008 baute die Orgelbauwerkstatt Heiß (Vöhringen an der Iller) eine neue, fünfmanualige Spielanlage, die an historischer Stelle im Untergehäuse des Prospekts eingefügt ist. Diese erweiterte nochmals das Klangfarbenspektrum der Orgel durch die elektrische Anbindung der 2005 hinter dem Tabernakel des Hochaltars aufgestellten Chororgel, eines Fernwerks. Das Schleifladen-Instrument hat 63 Register (ca. 4000 Pfeifen). Die Spieltrakturen sind mechanisch, die Registertrakturen elektropneumatisch. Die Hauptorgel hat 56 Register auf vier Manualen und Pedal und vom 4. Manual ist die Chororgel spielbar, die 7 Register hat.
| I Rückpositiv C–g3 |        |
| Copel              | 8′     |
| Quintatön          | 8′     |
| Praestant          | 4′     |
| Flauto amabile     | 4′     |
| Spitzquinte        | 2 ⁄3′  |
| Schwiegel          | 2′     |
| Terz               | 1 3⁄5′ |
| Sifflöte           | 1 ⁄3′  |
| Scharff III        | 1′     |
| Dulcian            | 8′     |
| Tremulant          |        |

| II Hauptwerk C–g3 |        |
| Praestant         | 16′    |
| Principal         | 8′     |
| Gedackt           | 8′     |
| Gamba             | 8′     |
| Großquinte        | 5 1⁄3′ |
| Octav             | 4′     |
| Rohrflöte         | 4′     |
| Großterz          | 3 1⁄5′ |
| Quinte            | 2 ⁄3′  |
| Octave            | 2′     |
| Mixtur IV         | 1 ⁄3′  |
| Trompete          | 8′     |

| III Schwellwerk C–f3 |        |
| Bourdon              | 16′    |
| Principal            | 8′     |
| Holzflöte            | 8′     |
| Salicional           | 8′     |
| Schwebung            | 8′     |
| Octav                | 4′     |
| Flöte                | 4′     |
| Nasat                | 2 ⁄3′  |
| Blockflöte           | 2′     |
| Terz                 | 1 3⁄5′ |
| Piccolo              | 1′     |
| Plein jeu IV         | 2′     |
| Fagott               | 16′    |
| Oboe                 | 8′     |
| Tremulant            |        |

| IV Oberwerk C–g3  |       |
| Flûte harmonique  | 8′    |
| Geigenprincipal   | 4′    |
| Traversflöte      | 4′    |
| Nachthorn         | 2′    |
| Kornett III       | 2 ⁄3′ |
| Solotrompete      | 8′    |
| Tremulant         |       |
| Trompeteria       |       |
| Tuba magna        | 16′   |
| Tuba imperialis   | 8′    |
| Clairon prémontre | 4′    |

| IV Fernwerk C–g3 (Chororgel) |    |
| Gedackt                      | 8′ |
| Quintade                     | 8′ |
| Flöte                        | 4′ |
| Ital. Principal              | 2′ |

| V Unterwerk C–g3 |       |
| Bourdon          | 8′    |
| Principal        | 4′    |
| Mixtur IV        | 2 ⁄3′ |
| Tromba           | 8′    |
| Clarine          | 4′    |

| Pedal C–f1  |         |
| Principal   | 16′     |
| Subbass     | 16′     |
| Quintbass   | 10 2⁄3′ |
| Octavbass   | 8′      |
| Cello       | 8′      |
| Flötbass    | 4′      |
| Bombarde    | 32′     |
| Posaune     | 16′     |
| Trompetbass | 8′      |

| Pedal C–f1 (Chororgel) |          |
| Rankett                | 16′      |
| Untersatz              | 16′ + 8′ |
| Choraloktav            | 4′       |

- Koppeln: I/Ped. II/Ped., III/Ped., III/Ped. 4’, IV/Ped., V/Ped., III/I, I/II, III/II, III/II 16’, IV/II, V/II, V/III, IV/III, III / III 16’
- Nebenregister: Glockenspiel (IV. Manual), Cymbelstern, Vogelg’sang, Hagel
- Spielhilfen: elektronische Setzeranlage

### Glocken
Das Geläut der Klosterkirche besteht aus sieben Glocken, die auf die beiden Türme verteilt sind. Fünf davon haben historischen Wert, zwei wurden im 20. Jahrhundert gegossen.
| Nr. | Gussjahr | Gießer, Gussort            | Masse    | Schlagton | Bemerkungen                                                                                                |
| --- | -------- | -------------------------- | -------- | --------- | --- |
| 1   | 1512     | Jörg Kastner, Ulm          | ~2500 kg | d′        | Nordturm, „Große Glocke“, St. Maria, St. Johannes dem Täufer und St. Augustinus geweiht                    |
| 2   | 1512     | Jörg Kastner, Ulm          | ~1000 kg | e′        | Nordturm, „Zwölferin“, den vier Evangelisten, St. Anna und St. Maria geweiht                               |
| 3   | 1934     | Anton Gugg, Straubing      | ~550 kg  | g′        | im Nordturm, „St. Norbertus“, aus dem Kloster Windberg, 2000 eingefügt                                     |
| 4   | 1970     | Karl Czudnochowsky, Erding | 505 kg   | a′        | im Südturm, „St. Joseph“, Ersatz für eine im Ersten Weltkrieg abgelieferte Glocke aus dem 19. Jahrhundert, |
| 5   | 1500     | anonym                     | ~500 kg  | c″        | im Südturm, „Elferin“, dem Heiligen Kreuz geweiht,                                                         |
| 6   | 1665     | Familie Sartor, Memmingen  | ~250 kg  | cis‴      | im Südturm, der Jungfrau und Gottesmutter Maria geweiht                                                    |
| 7   | 1617     | Hans Braun, Ulm            | ~180 kg  | e″        | im Südturm, kleinste Glocke mit der Aufschrift „Jesus Nazarenus – Rex Iudeorum“                            |

## Klosteranlage

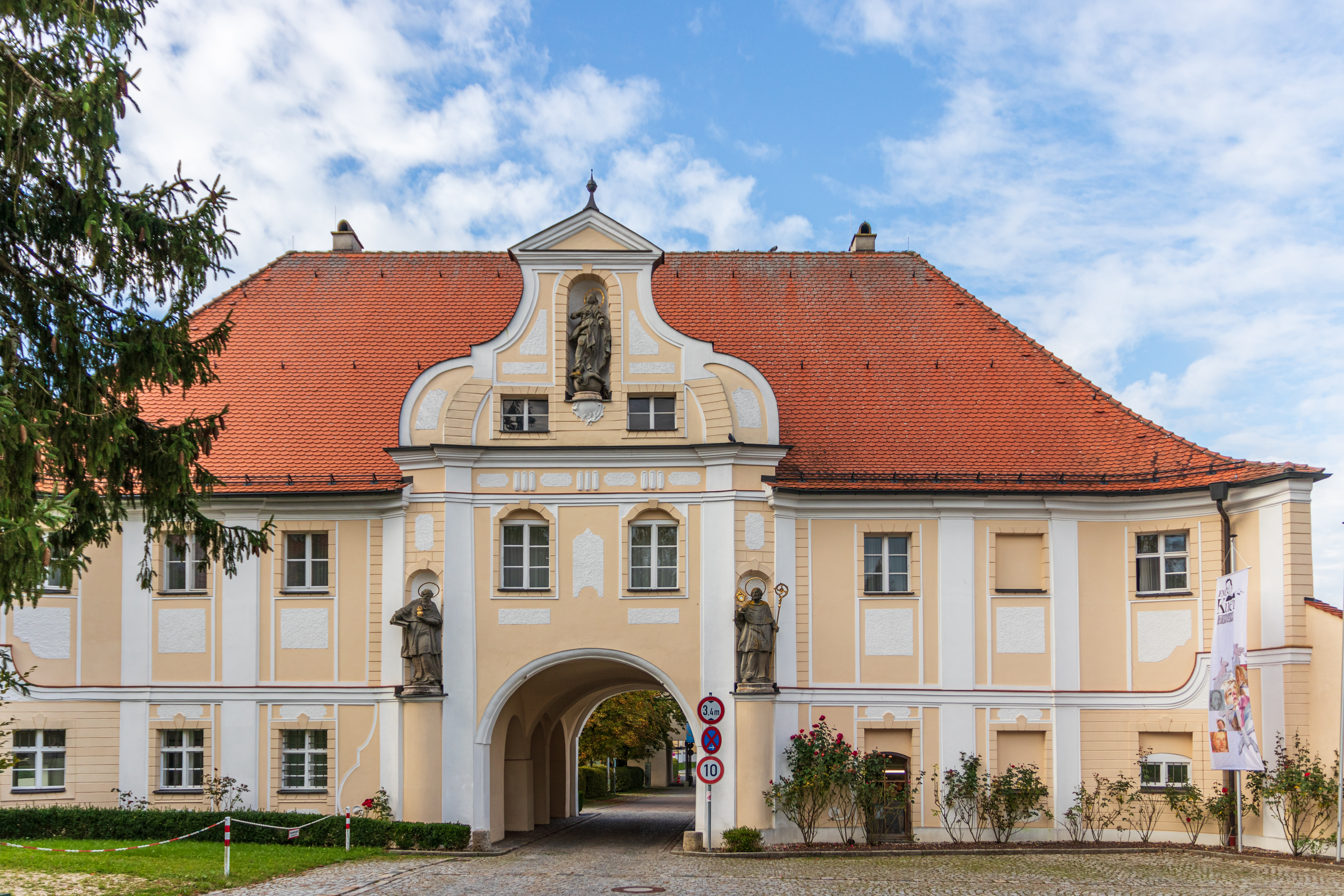
Das Torhaus

Nach zehn Jahren Planung, Renovierung, Restaurierung und Sanierung innen und außen war die Klosteranlage 2015 bei Kosten von 18,8 Millionen Euro wiederhergestellt. Der Klostergarten, ein Gemeinschaftswerk, ist öffentlich zugänglich.
2016 wurde dem Garten ein kleines Labyrinth hinzugefügt, das Ranken von 300 verschiedenen Efeusorten bilden. Die Pflanzensammlung kam 2016 durch Vermittlung des Gartenbauunternehmens Dehner aus der Abtei Neuburg bei Heidelberg nach Roggenburg.
Die Klostergebäude stehen unter Denkmalschutz.

## Leitung des Klosters
Abt des Klosters Windberg, dem das Priorat Roggenburg zugeordnet ist, ist Petrus-Adrian Lerchenmüller, Prior in Roggenburg ist Pater Stefan Kling OPraem.

## Einspielungen
- „Erschallet Trompeten!“. Festliche Musik aus dem Kloster Roggenburg, mit Friedrich Fröschle an der Roggenburger Orgel sowie Claude Rippas (Trompete) und Johann Konnerth (Trompete) – (Aufnahmen von 2007, drrb audio production rgb 2007); Werke von Giuseppe Torelli, Jean Philippe Rameau, Georg Philipp Telemann, Georg Friedrich Händel und Johann Sebastian Bach.